# Tavek
Tavek är varandra näraliggande sjöar i Jokkmokks kommun i Lappland som ingår i Luleälvens huvudavrinningsområde. Tavek är ett samiskt ord för storlom.
- Tavek (Jokkmokks socken, Lappland, 741088-170635), sjö i Jokkmokks kommun, 66°43′33″N 20°29′11″Ö / 66.7257°N 20.4864°Ö
- Tavek (Jokkmokks socken, Lappland, 741173-170571), sjö i Jokkmokks kommun, 66°44′01″N 20°28′17″Ö / 66.7337°N 20.4715°Ö (4,35 ha)